# 劉源澄 (萬曆進士)
劉源澄（1561年—？），字清之，號湛明，直隸常州府無錫縣人，軍籍，明朝政治人物。

## 生平
萬曆十三年（1585年）乙酉科應天鄉試十四名，萬曆十四年（1586年）丙戌科會試五十一名，登三甲第一百十三名進士。户部观政，本年丁内艰，十六年授户部主事，十九年徐州管仓，卒于官。

## 家族
曾祖劉誠；祖父劉旦；父劉芳聲，曾任鄧州知州致仕。母裴氏。兄源深、源潔，俱庠生。弟源清、源洪，庠生。